# Robert Gardner Bartle
Robert Gardner Bartle (Kansas City, Missouri, 20 de novembro de 1927 – Ann Arbor, 18 de setembro de 2003) foi um matemático estadunidense, especialista em análise real. É conhecido como autor dos livros The Elements of Real Analysis (1964), The Elements of Integration (1966) e Introduction to Real Analysis (2011) publicados pela John Wiley & Sons. 
Filho de Glenn G. Bartle e Wanda M. Bartle. Foi professor do Departmento de Matemática da Universidade de Illinois em Urbana-Champaign de 1955 a 1990.
Bartle foi Executive Editor de Mathematical Reviews de 1976 a 1978 e de 1986 a 1990. De 1990 a 1999 lecionou na Eastern Michigan University. Em 1997 recebeu um prêmio da Mathematical Association of America por seu artigo "Return to the Riemann Integral".